# Kapitulation von Santa Fe

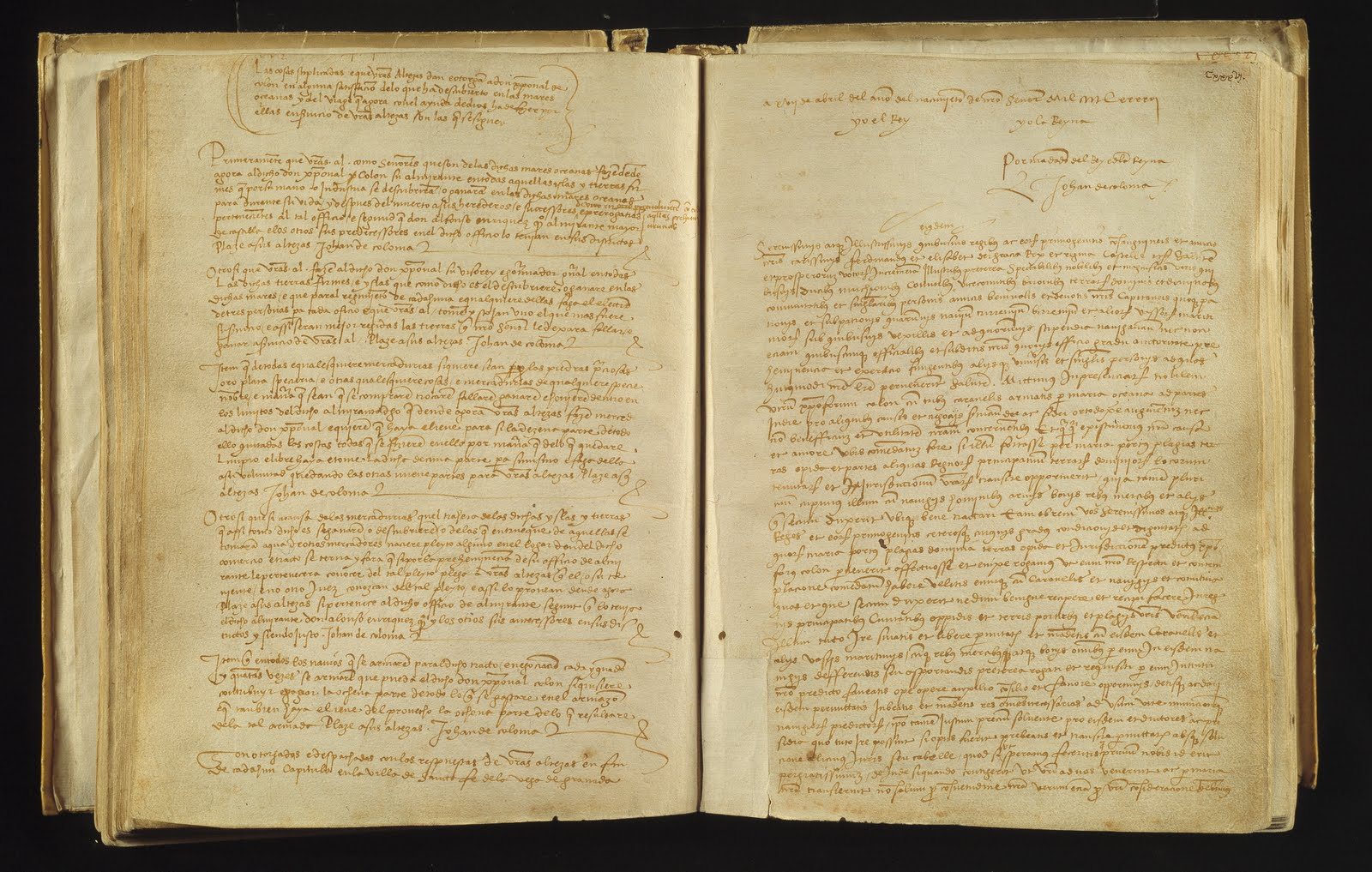
Kopie der Kapitulationen von Santa Fe im Archiv der Krone von Aragonien

Durch die Kapitulationen von Santa Fe (spanisch Capitulaciones de Santa Fe) beauftragte das kastilische Königspaar Isabella und Ferdinand am 17. April 1492 im Heerlager von Santa Fe den Seefahrer Christoph Kolumbus, eine Entdeckungsreise in den Atlantischen Ozean zu unternehmen mit dem Ziel, dort „Waren jedweder Art, seien es Perlen, Edelsteine, Gold, Silber, Gewürze und andere Dinge, zu kaufen, zu tauschen, zu finden und zu erwerben.“ Im Gegenzug wurden ihm in den von ihm entdeckten Gebieten hohe Staatsämter und Gewinne aus dem Handel mit diesen Gebieten zugesichert.
Die Kopie der Kapitulationen von Santa Fe, die sich im Archiv der Krone von Aragonien in Barcelona befindet, wurde im Jahr 2009 durch die UNESCO zum Weltdokumentenerbe erklärt.

## Definition des Begriffes Kapitulationen
Zur Finanzierung von Entdeckungsfahrten und Eroberungszügen durch private Investoren entwickelte die Krone von Kastilien am Ende des 15. Jahrhunderts die Kapitulationen. In ihnen wurden die Ergebnisse der Verhandlungen zwischen den Kapitulanten und Vertretern der Krone zusammengefasst. Sie enthielten die durch die Kapitulanten zu erbringenden Leistungen und die Zusagen der Krone. Diese Urkunden stellten formalrechtlich keine Verträge dar, da sie nur eine Willenserklärung im Namen des Königs oder der Königin beinhalteten und nicht von den Kapitulanten unterschrieben wurden. In den Kapitulationen wurden nicht nur zivilrechtliche Ansprüche wie die Verteilung des Gewinns aus den Handelsunternehmen behandelt, sondern auch Steuervorteile zugesichert oder verwaltungsrechtliche („beamtenrechtliche“) Zusagen bezahlter Staatsämter gemacht, die so in einem zweiseitigen Vertrag unter Gleichen nicht denkbar sind. Ob die zugesagten Privilegien einklagbar waren, ist umstritten. Auf jeden Fall waren die Inhaber der durch die Kapitulationen auf Lebenszeit verliehenen Ämter nicht vor Amtsenthebungen wegen mangelhafter Amtsführung geschützt.

## Vorgeschichte
Im Jahr 1484 legte Kolumbus seinen Plan, die Herkunftsländer der Luxusgüter wie Seide und Gewürze auf dem Seeweg nach Westen zu erreichen, dem portugiesischen König Johann II. vor, um von ihm Schiffe und Mannschaften zu bekommen, mit denen er nach Cipangu reisen wollte. Der König beauftragte eine Expertenkommission mit der Prüfung des Plans. Diese lehnte eine Unterstützung einer solchen Reise ab.
Nach dem Tod seiner Ehefrau reiste Kolumbus 1485 nach Palos im Königreich Sevilla. In dem Franziskanerkloster La Rábida lernte er Fray Antonio de Marchena kennen. Der brachte ihn mit dem Herzog von Medinaceli zusammen. Im Mai 1486 konnte Kolumbus in Córdoba sein Vorhaben zum ersten Mal Königin Isabella von Kastilien persönlich darlegen.
Wie schon der König von Portugal beriefen auch die Königin und der König von Kastilien eine Kommission aus Astronomen, Kartografen und Seefahrern ein.
Die Experten unter dem Vorsitz des königlichen Beichtvaters Hernando de Talavera untersuchten in den letzten Monaten des Jahres 1486 und den ersten des Jahres 1487 den Plan von Kolumbus und beriet mit ihm selbst verschiedene Aspekte der Durchführung. Die Kommission kam zu dem Schluss, dass die von Kolumbus vorgelegten Zahlen zur Entfernung der Länder im Osten wie auch des Erdumfangs fehlerhaft seien.
Die Herrscher ließen Kolumbus wissen, dass sie derzeit nicht an dem Plan interessiert seien, dass sie andere dringendere Angelegenheiten zu erledigen hätten und deswegen später, wenn die Gelegenheit günstiger sei, darauf zurückkommen würden. Es wird vermutet, dass diese recht verschleierte Nachricht an Kolumbus, in der jeder Bezug auf die unvorteilhafte Entscheidung der Versammlung vermieden wurde, auf den Einfluss Diego de Dezas, des damaligen Lehrers des Kronprinzen Johann, zurückzuführen war.
Als im Winter 1491 der Sieg im Krieg gegen das Emirat Granada absehbar war, empfing Königin Isabella Kolumbus im Militärlager von Santa Fe, in der Nähe Granadas. Der Inhalt und der Ablauf des Gespräches sind nicht bekannt. Als Ergebnis berief die Königin aber erneut eine Expertenkommission ein, die sich mit den Plänen, aber auch mit den Forderungen Kolumbus’ beschäftigte. In der Kommission, die wieder unter dem Vorsitz des damaligen Beichtvaters der Königin Hernando Talavera tagte, waren die Befürworter des Projektes stärker vertreten als in der vorhergehenden Kommission. Ausschlaggebend für die erneut ablehnende Entscheidung waren die Darlegungen der Kosmografen und Seefahrer, die eindeutig klarstellten, dass die Berechnungen des Kolumbus’ falsch waren. Ihre Gesichtspunkte überwogen und das endgültige Urteil kam zu dem Schluss, dass der Plan der Reise komplett undurchführbar sei. Auch Forderungen Kolumbus’, wie die Verleihung des Amtes eines Vizekönigs und die Beförderung zum Admiral, wurden für einen Ausländer abgelehnt. Kolumbus soll, als er von der erneuten Ablehnung seines Projektes erfuhr, unverzüglich in Richtung Palos abgereist sein.
Nach dem Gespräch zwischen der Königin und Kolumbus scheint Luis de Santángel die Königin umgestimmt zu haben. Er brachte vor, dass die Unterstützung des Plans des Kolumbus’ für die Krone kaum ein Risiko bedeute, da die Zusagen nur für den Fall des Gelingens der Reise gemacht würden. Luis de Santángel war bereit, einen Teil der Kosten für die Ausrüstung der Schiffe zu übernehmen. Den Rest könne Kolumbus sich von Freunden und Geschäftsleuten vorschießen lassen. Die Schiffe könnten aus den Mitteln bezahlt werden, die die Stadt Palos der Krone schuldete. Kolumbus wurde durch einen Boten aufgefordert, zu Verhandlungen nach Santa Fe zurückzukehren.
König Ferdinand entschied, dass die Angelegenheit von nur zwei Personen behandelt werden solle: Hernando de Talavera und Diego de Deza. Beide sollten sich mit Christoph Kolumbus zusammenfinden um eine Einigung zu erzielen. In den folgenden drei Monaten wurden zwischen den Vertretern der Krone von Kastilien und Kolumbus die Bedingungen ausgehandelt unter denen die Entdeckungsreise durchgeführt werden sollte. Am 17. April 1492 unterschrieben König Ferdinand und Königin Isabella die Kapitulationen zusammen mit weiteren die Reise betreffenden Dokumenten.

## Zweck der Reise
Im Text der Kapitulationen wird der Zweck der Reise nicht ausdrücklich genannt. Es sollten Inseln und Festländer im Atlantischen Ozean entdeckt und gewonnen werden. Das entdeckte Land sollte für die Königin und den König in Besitz genommen werden. Die Ernennungen zum Vizekönig und Gouverneur deuten auf die Absicht hin, eine dauerhafte Verbindung der durch Kolumbus zu entdeckenden Länder mit den Königen von Kastilien zu schaffen. Die Ausrüstung der Expedition weist nicht darauf hin, dass Siedlungskolonien gegründet werden sollten. Eine Missionierung der Bevölkerung der neu entdeckten Gebiete war, zumindest bei der ersten Reise, nicht vorgesehen. Unter den 87 Expeditionsteilnehmern waren zwei Beamte zur Überwachung der Einhaltung der Abmachungen, ein Schreiber zur Protokollierung der Landnahme, ein Dolmetscher mit Kenntnissen der arabischen und hebräischen Sprache für die Kontaktaufnahme mit den Fremden, es gab aber keinen Geistlichen.
Es ist wahrscheinlich, dass der Zweck der Reise langfristig der Aufbau von Handelsstützpunkten nach dem Vorbild der Portugiesen in Westafrika war. In den Kapitulationen heißt es, dass Waren jedweder Art, seien sie Perlen, Edelsteine, Gold, Silber, Gewürze und andere Dinge, gekauft, getauscht, gefunden und erworben werden sollten.

## Inhalt der Kapitulationen

### Pflichten des Kolumbus
Die Pflichten des Kapitulanten sind in den Kapitulationen von Santa Fe nicht ausdrücklich aufgeführt. Aus dem Text ergibt sich aber die Verpflichtung, eine Reise in den Atlantischen Ozean zu unternehmen und dort Inseln und Festland zu entdecken und im Auftrag der Königin und des Königs in Besitz zu nehmen. Darüber hinaus sollte Kolumbus für die Königin und den König wertvolle Waren erwerben.

### Zusagen der Krone im Bezug auf Ämter
- Kolumbus wurde der Titel eines Admirals mit allen damit verbundenen Rechten in allen von ihm entdeckten Gebieten zugesichert. Damit verbunden war eine Erhebung in den hohen Adel. Der Titel sollte vererbbar sein.

- Aus diesem Amt ergab sich, dass Kolumbus zum Richter in allen Streitfällen ernannt werden sollte, die sich in Zukunft aus dem Handel mit den von ihm entdeckten Gebieten ergeben würden.

- Kolumbus sollte in allen von ihm entdeckten Gebieten die Stellung eines Vizekönigs und Gouverneurs erhalten, mit dem Recht, für jedes zu bestellende Amt drei Kandidaten vorzuschlagen, von denen einer durch die Krone ausgewählt werden sollte.

### Zusagen der Krone im Bezug auf wirtschaftliche Vorteile
- Kolumbus sollte von allen in den entdeckten Gebieten eingehandelten Waren ein Zehntel zustehen.

- Kolumbus sollte berechtigt sein, sich in Zukunft an den Ausrüstungskosten für jedes Schiff, das in die von ihm entdeckten Gebiete segelte, mit einem Achtel zu beteiligen und dafür ein Achtel des eingebrachten Gewinns zu erhalten.[12]

## Streit um die Zugeständnisse
Bereits nach den ersten Reisen des Kolumbus begannen die Königin und der König die ihm in den Kapitulationen von Santa Fe eingeräumten Zugeständnisse einzuschränken. Aufgrund von Klagen der Kolonisten entsandten die Königin und der König, wie es damals üblich war, einen mit allen Vollmachten ausgestatteten Untersuchungsrichter (juez pesquisidor) nach Santo Domingo, der die Amtsführung Kolumbus’ als Vizekönig und Gouverneur überprüfen und gleichzeitig für die Dauer der Ermittlungen die Regierungsgewalt übernehmen sollte. Die folgenden Prozesse, Revisionen von Maßnahmen und erneuten Verfahren zogen sich auch nach Kolumbus’ Tod im Jahr 1506 bis zur Mitte der 1530er Jahre hin.